# Schengeni egyezmény

A schengeni egyezmény az Európai Unió (EU) első és harmadik pillérének része, amely elsősorban a belső határőrizet megszüntetését és a külső határok közös ellenőrzését jelenti. Az egyezménynek nem minden unióbeli ország a tagja, és vannak nem EU-beli tagjai is. Az egyezményt nem minden aláíró tagország alkalmazza. Az alkalmazó országok összességét schengeni övezetnek vagy schengeni térségnek is nevezik.

## Aláíró országok
| A schengeni egyezmény aláírói | EU-tag | Nem EU-tag                                  |
| ----------------------------- | --- | ------------------------------------------- |
| Alkalmazza                    | - Ausztria - Belgium - Bulgária - Csehország - Dánia - Észtország - Finnország - Franciaország - Görögország - Hollandia - Horvátország - Lengyelország - Lettország - Litvánia - Luxemburg - Magyarország - Málta - Németország - Olaszország - Portugália - Románia - Spanyolország - Svédország - Szlovákia - Szlovénia | - Izland - Norvégia - Svájc - Liechtenstein |
| Nem alkalmazza                | - Ciprus - Írország | - Egyesült Királyság                        |

## Története

### A schengeni megállapodás
A luxemburgi Schengenben 1985. június 14-én az Európai Gazdasági Közösség öt tagja – Belgium, Hollandia, Luxemburg, Franciaország és a Német Szövetségi Köztársaság – által a Princesse Marie-Astrid nevű hajó fedélzetén aláírt megállapodás mindössze a részt vevő államok közötti közös határaikon gyakorolt ellenőrzés fokozatos megszüntetéséről szólt. A megállapodás még csak egyszerűsítette a határátlépés formaságait, de már kilátásba helyezte a határok teljes lebontását is, amely a Benelux államok között már 1960 óta működött.

### A schengeni végrehajtási egyezmény
A megállapodást 1990. június 19-én kibővítették a schengeni végrehajtási egyezménnyel, amely meghatározta a megállapodás megvalósításának folyamatát, egyúttal életképessé tette azt. A személyforgalom belső országhatárokon történő ellenőrzésének megszüntetésével párhuzamosan erősítették meg a részes államok külső határellenőrzésüket.
A megállapodás és az egyezmény végül teljes mértékben 1995-ben lépett hatályba az öt alapító, valamint Spanyolország és Portugália részvételével. Később más államok is csatlakoztak a schengeni övezethez (lásd alább). A jelenlegi schengeni határok összesen 26 országot érintenek.

### Az amszterdami szerződés
A schengeni megállapodást és a schengeni vívmányokat az amszterdami szerződés emelte az EU keretébe.
Az 1997. október 2-án aláírt és 1999. május 1-jén hatályba lépett amszterdami szerződés alapvetően átrendezte a bel- és igazságügyi együttműködést. A maastrichti rendszer harmadik pillére kettévált, a kilenc témakörből a külső határok átlépésével, a bevándorlással, a menedékjoggal és a polgári jogi, valamint vámegyüttműködéssel és a csalással foglalkozó részek átkerültek az EU I. pillérébe, így a belső határátlépésre, a külső határok ellenőrzésére, a vízumkiadásra, a bevándorlás szabályozására és a menedékjogra vonatkozó döntéseket ezután az EU Tanácsán ülésező miniszterek hozzák meg. A kábítószer elleni harc mint önálló témakör nagyrészt feloldódott az új harmadik pillérben, amely két nagy területet azonosít, a rendőri és a bűnügyi-igazságügyi együttműködést.
Az Egyesült Királyság és Írország az amszterdami szerződés szerint továbbra is fenntartja önálló határellenőrzési rendszerét. Dánia is szabadon dönthet, hogy alkalmazza-e a későbbiekben születő schengeni acquis-t (közösségi vívmányokat). Az EU-hoz később csatlakozott és csatlakozni kívánó országok számára ugyanakkor kötelező a schengeni szabályok átvétele és alkalmazása.

### A 2022-es bővítési döntés
2022. december 8-án az Európai Unió Bel- és Igazságügyi Tanácsa megszavazta, hogy 2023. január elsejétől (a repülőtéri határokon 2023. március 26-ától) Horvátország is tagja legyen a schengeni övezetnek. Elutasították ugyanakkor Románia és Bulgária csatlakozását; Ausztria Románia, Hollandia pedig Bulgária ellen szavazott, de mivel a két országról csomagban kellett dönteni, mindkét ellenző ország mind a kettőre ellenszavazatot adott le.

### A 2023-as és 2024-es bővítési döntés
2023. december 23-án az Európai Unió Bel- és Igazságügyi Tanácsa megszavazta Bulgária és Románia részleges csatlakozását a schengeni övezethez, azzal, hogy 2024. március 31-én megszűnik a határellenőrzés a légi és tengeri határátkelési helyeken. 2024. december 12-én a Tanács elhatározta, hogy 2025. január 1-jei hatállyal megszünteti a határellenőrzést a többi határátkelőhelyen is, ezzel Bulgária és Románia a schengeni övezet teljes jogú tagja lett.

## Az egyezmény tagjai

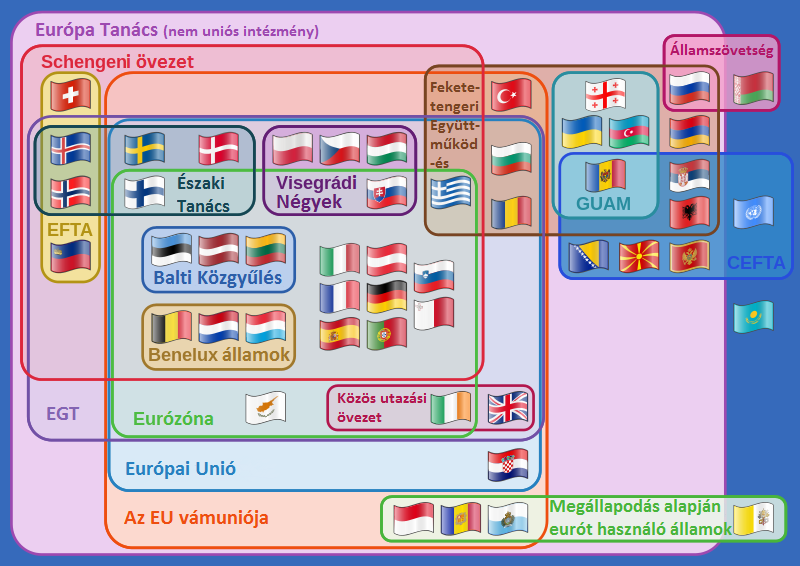
Ábra az Európában működő szövetségi rendszerekről

- 1995: Belgium, Franciaország, Hollandia, Luxemburg, Németország, Portugália, Spanyolország
- 1997: Olaszország, Ausztria
- 2000: Görögország
- 2001: Dánia, Finnország, Izland, Norvégia, Svédország
- 2007: Csehország, Észtország, Lettország, Litvánia, Lengyelország, Magyarország, Málta, Szlovákia, Szlovénia[5]
- 2008: Svájc[1]
- 2011: Liechtenstein[1]
- 2023: Horvátország[2]
- 2025: Bulgária és Románia[4]

Különleges kivételek az egyezmény szempontjából
- az egyezmény az aláíró országok területének egy részére nem hatályos:
  - Ciprus: Észak-Ciprus
  - Németország: Helgoland-szigetek
  - Görögország: Athosz-hegy
  - Franciaország: Francia Guyana, Guadeloupe, Martinique, Réunion
- nem hatályos az egyezmény a következő területekre, de de facto működésben van (nincs útlevélvizsgálat):
  - Feröer
  - Grönland
  - Monaco (a francia–monacói határon nincs útlevél-ellenőrzés, Monaco tengerparti kikötőiben viszont francia–monacói különmegállapodás alapján a francia hatóságok végeznek útlevél-ellenőrzést)
  - San Marino
  - Vatikán

Lásd még: Különleges tagállami területek, külbirtokok és kapcsolatuk az EU-val

## Tartalma

### A schengeni térség országaiból származó személyek ellenőrzésének megszüntetése

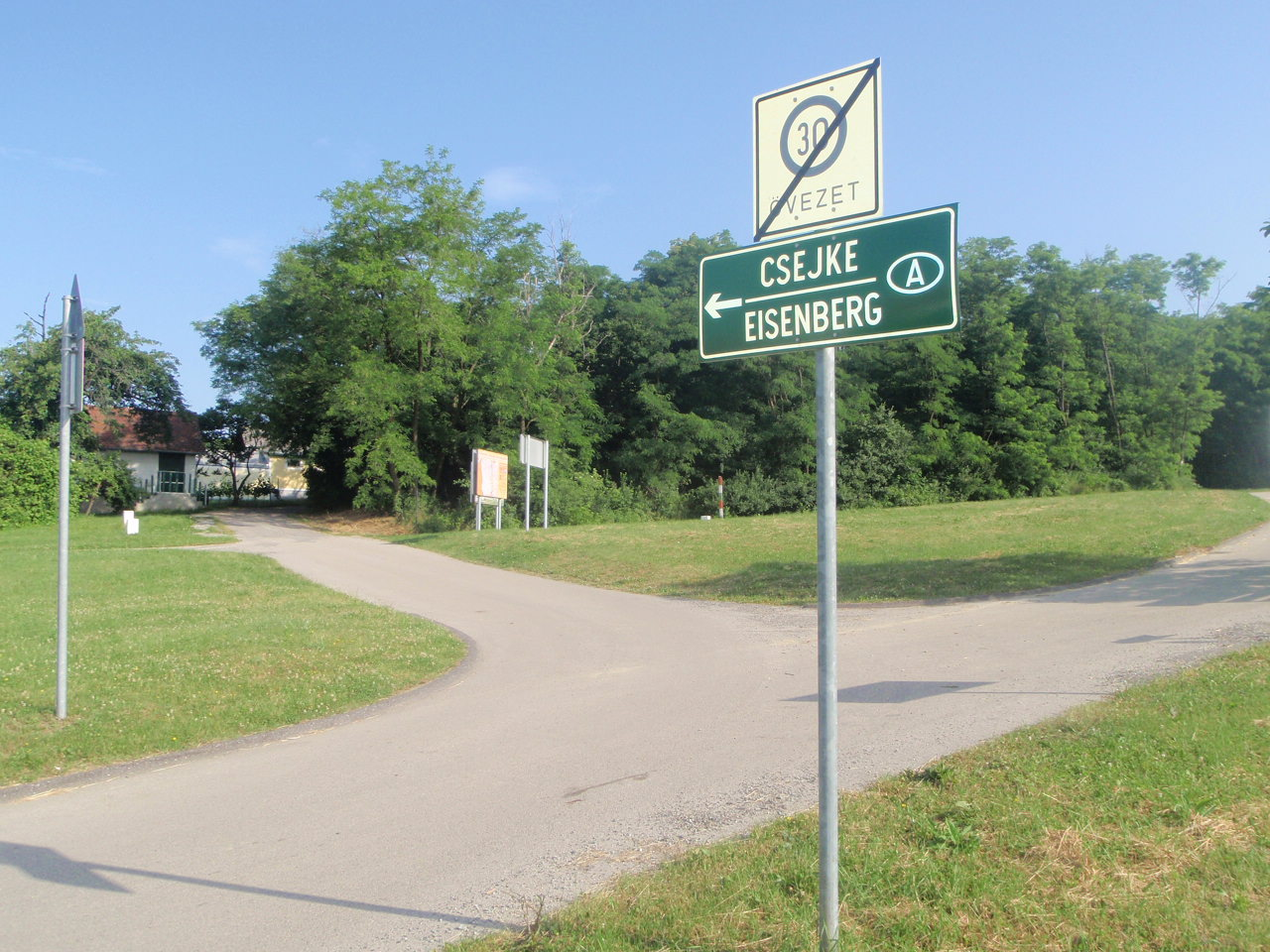
Szabad átjárás: Vaskeresztes - Csejke helyreállított közúti kapcsolat a Vas-hegyen

A személyazonossági okmányok bemutatása megszűnt mindazok számára, akik a belső határállomásokon kelnek át – legyenek az EU állampolgárai, akár más ország lakói.
Néhány biztonsági ellenőrzés azonban megmaradt:
- járőrök igazoltatnak egy 20 km széles határmenti sávban, az EU-n kívülre nyitott repülőtereken, kikötőkben és pályaudvarokon. A schengeni tagországok állampolgárai a saját országukban érvényben lévő személyi okmányaikkal igazolhatják magukat, amelyeket minden más schengeni tagország hatóságai kötelesek elfogadni. Ezért a schengeni tagországok állampolgárai számára az egyezmény területén útlevél nem szükséges.

Ennek ellenére már többször előfordult, hogy egyes tagországok hatóságainak tájékozatlanabb munkatársai jogszerűtlenül útlevelet követeltek, aminek hiányában szintén jogszerűtlen intézkedéseket (bírság, kitoloncolás) foganatosítottak. Az ilyen eljárás nemzetközi egyezményeket sért és helyszíni vitákhoz, valamint elhúzódó igazgatásrendészeti és jogi konfliktusokhoz vezethet.
- biztonsági ellenőrzések a repülőtereken a beszálláskor;
- kiskorú gyermekeknek a térség elhagyásához engedélyre van szükségük.

Kivételes esetekben, amikor a közrend veszélybe kerül, az érintett tagállam átmenetileg visszaállíthatja a rendszeres igazoltatást a határokon. 2011 májusában Cecilia Malmström belügyi biztos az EU belügyminisztereinek soron kívüli ülésén erről úgy nyilatkozott, hogy „Egyértelműbbé kell tennünk a szabályokat annak érdekében, hogy a tagállamok ne tehessenek egyoldalú és aránytalan lépéseket”.

### A külső határok ellenőrzésének megerősítése

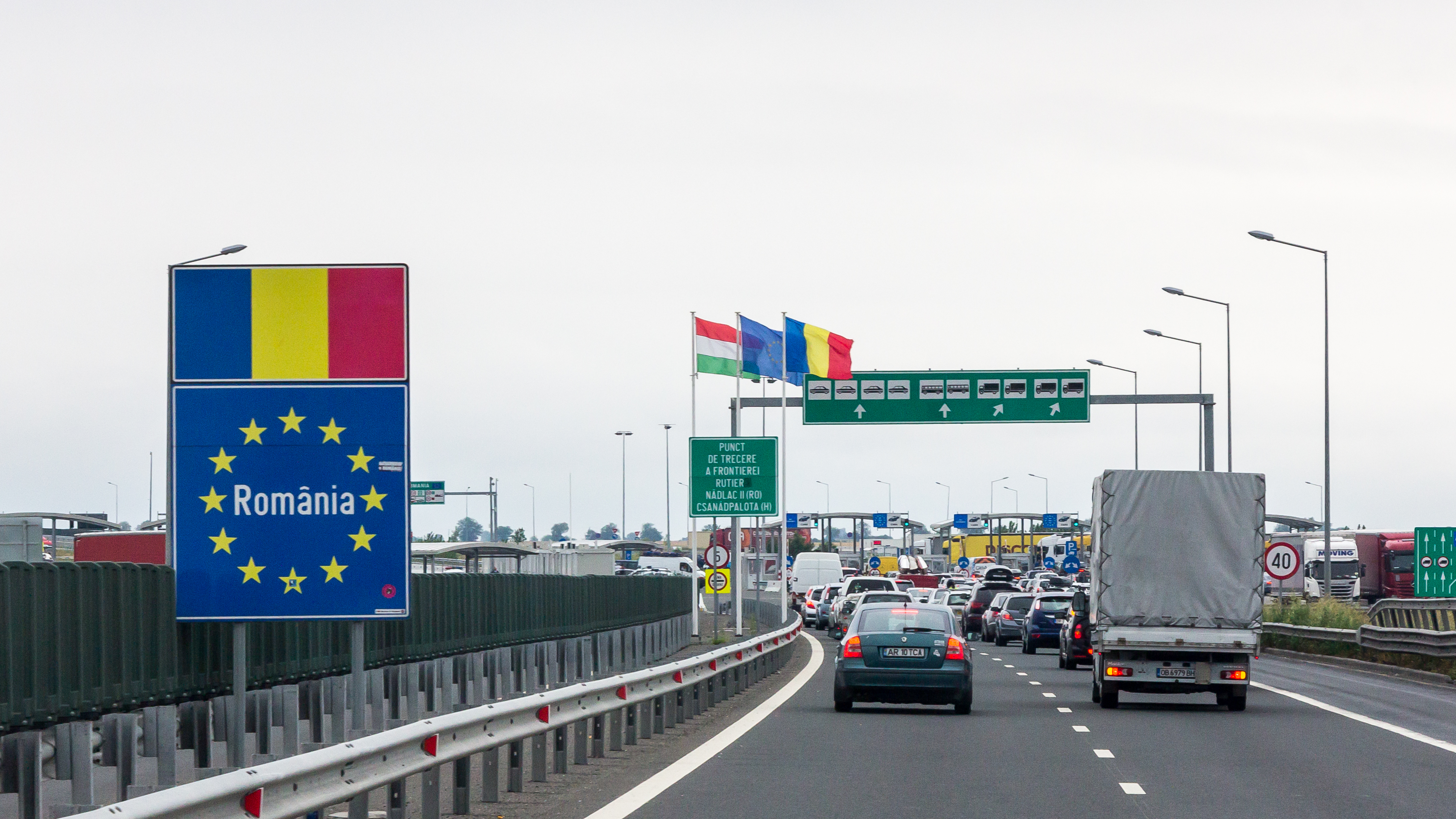
A romániai Nagylak II–Csanádpalota autópálya-határátkelő 2017-ben

A vízum – mivel egységes – minden schengeni országban érvényes.
- Az EU-tagországok, valamint Svájc, Izland és Norvégia állampolgárai enyhébb ellenőrzésen esnek át, majd szabadon mozoghatnak a schengeni térségben;
- az EU-n kívüli, közös listán szereplő országok állampolgárainak három hónapnál rövidebb tartózkodást engedélyező vízumot kell kérnie attól az országtól, melyen keresztül belépnek a schengeni térségbe, illetve amely a fő úticéljának minősül (ahol a legtöbb időt készül tölteni; nagyjából egyenlő időtartam esetén ahova először lép be). Minden tagországnak jogában áll egy általa problémásnak vélt országot felvétetni a közös listára.
- A 3 hónapnál hosszabb időre szóló tartózkodási engedély vagy vízum tulajdonosa 3 hónapig szabadon mozoghat a schengeni térség többi országában, de tartózkodási jogot nem szerez ezekben az államokban. Ezenkívül a megérkezésétől számított 3 napon belül köteles „belépési nyilatkozatot” tenni abban a tagországban, melyek területére lép, vagy a határon, vagy a tagország valamelyik rendőrségi hivatalában.
- A menedékjogért folyamodók kérelmét az az ország intézi, amelyen keresztül ezek a személyek az EU területére kívánnak lépni. Mivel a nemzeti jogok harmonizációja még nem fejeződött be, és azon ország biztonsági szintjének megítélése is változó, amelyből a menedék kérője (közvetlenül vagy átutazóként) érkezik, a kérvényeket tagországonként más és más módon bírálják el.
- törvénytelen bevándorlás esetén annak az országnak kell gondoskodnia a bevándorlóról (és adott esetben a határra szállítását biztosítania), amelyen keresztül a bevándorló a térségbe érkezett.

### Rendőrségi és bírói együttműködés
A különböző tagországok rendőri, adminisztratív és bírói szervei kormányközi együttműködés keretében támogatják egymást a törvénysértések felderítésében és megelőzésében. Egymás rendelkezésére bocsátják információikat, és az EUROPOL keretében összehangolják a kábítószer, a tiltott kereskedelem és a szervezett bűnözés elleni akcióikat. Országuk határain túl a rendőrök meghatározott területen belül üldözhetnek (de nem tartóztathatnak le) személyeket gyilkosság, erőszak, kábítószer-kereskedelem vagy csempészés miatt. Kötelesek erről tájékoztatni azt az országot, melynek területén tartózkodnak, és kötelesek segítséget kérni attól.
A schengeni információs rendszer (SIS) strasbourgi székhelyű hálózat, amely a tagországok rendőri és bírói szerveitől beszerzett információkkal rendelkezik körözött személyekről és ellopott tárgyakról (fegyverek, autók). A SIS megfelel a személyi adatvédelmi törvényeknek (az Európa Tanács Egyezménye, 1981. január) és csak a határon történő rendőri vagy határőri ellenőrzéskor, vízum vagy tartózkodási engedély kiadásakor lehet igénybe venni.

## Magyarország a schengeni együttműködésben

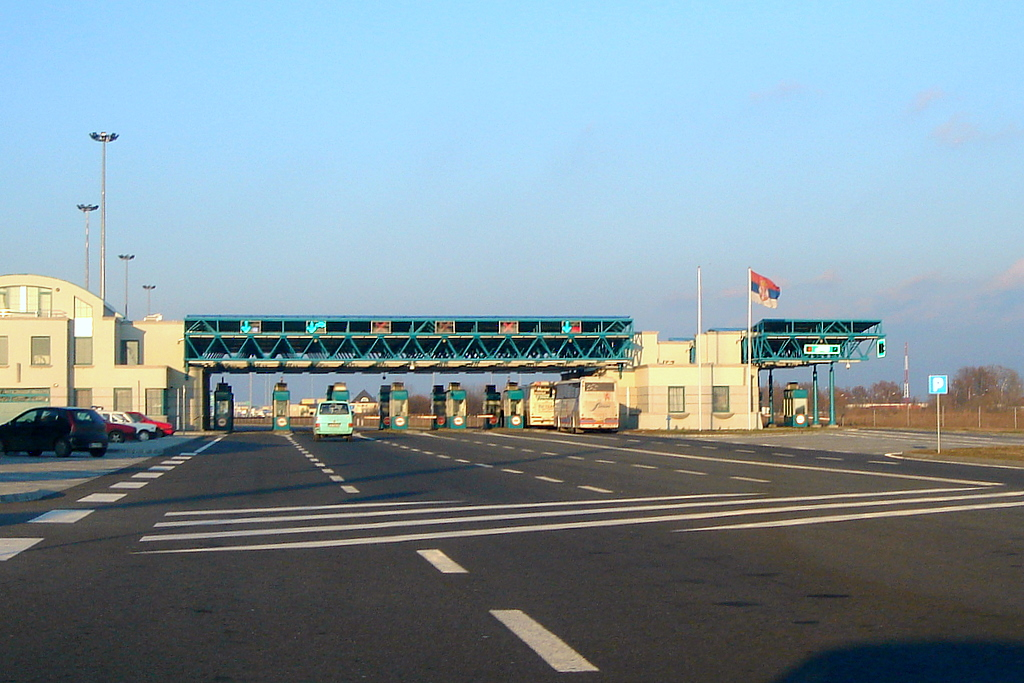
A schengeni csatlakozás után Magyarországnak erősítenie kellett a határellenőrzést a nem EU-tagok felé. (A képen egy szerb közúti határállomás látható Röszke és Horgos között.)

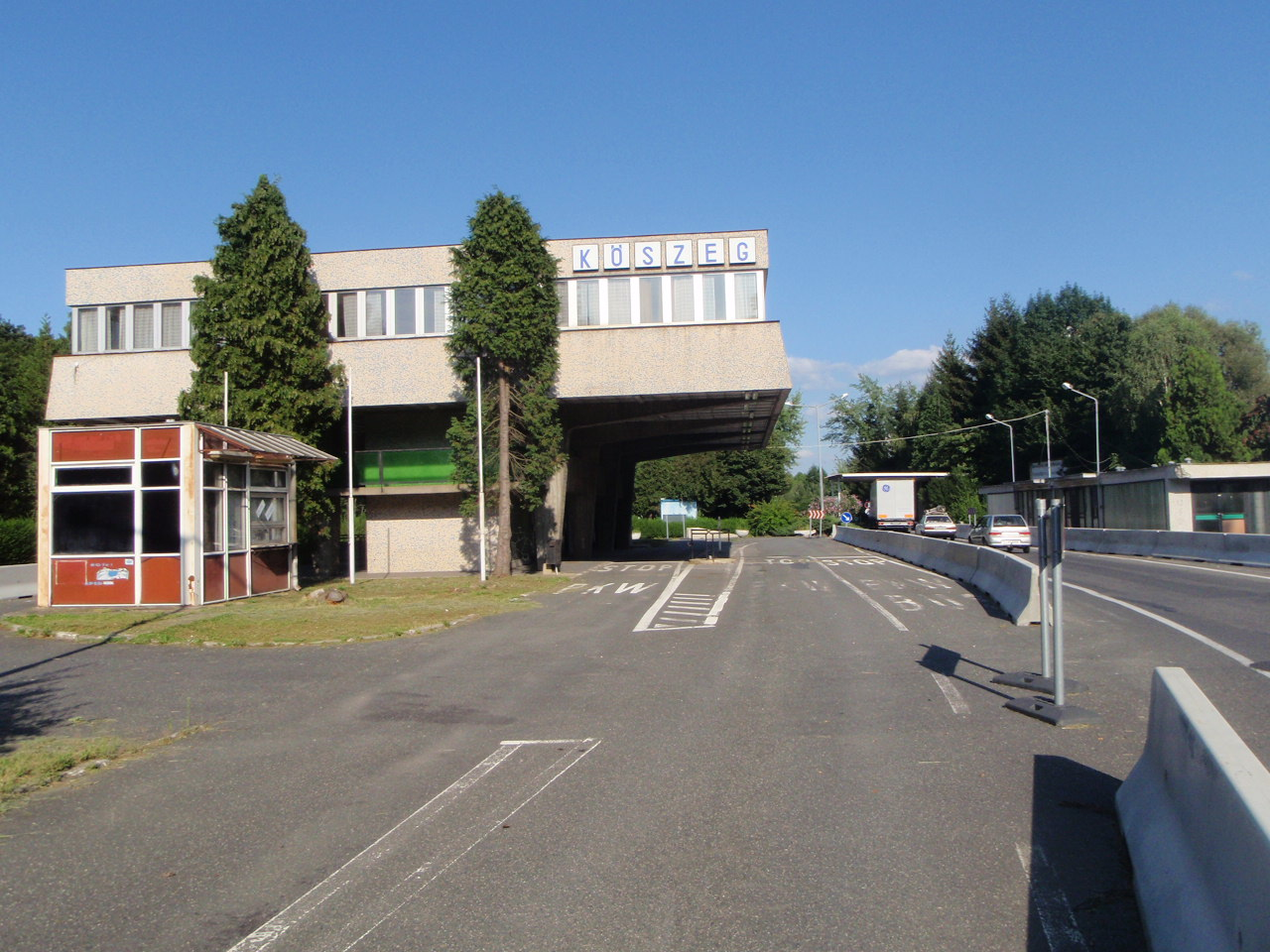
Kőszeg, 2007-ben bezárt osztrák-magyar határátkelőhely

Magyarország a csatlakozási tárgyalásokon a Bel- és Igazságügyi Együttműködés fejezeten belül tárgyalt a schengeni együttműködésről és a vonatkozó joganyag átvételéről. Az Európai Unióhoz való csatlakozás időpontjában Magyarország nem nyerte el azonnal a teljes „schengeni tagságot”, nem került sor az ellenőrzés megszüntetésére az EU tagállamai és Magyarország közötti belső határszakaszokon. Ehhez egyrészt a felkészültséget vizsgáló átfogó szakértői ellenőrzés eredményei alapján hozott tanácsi döntés volt szükséges, másrészt kapcsolódnunk kellett az egységes határellenőrzési rendszer számítógépes információs bázisát biztosító II. Schengeni Információs Rendszerhez (SIS II), amelynek a korábbi schengeni övezetbeli országok részéről történő kifejlesztése és üzembe állítása csak 2007-re lett készen.
2007. november 15-én az Európai Parlament jóváhagyta Magyarország és nyolc másik állam (Csehország, Észtország, Lengyelország, Lettország, Litvánia, Málta, Szlovákia, Szlovénia) csatlakozását a schengeni övezethez. 2007. december 21-étől megszűnt az állandó határellenőrzés a magyar–osztrák, a magyar–szlovén és a magyar–szlovák határon, ami azonban azzal jár, hogy a határtól akár 30 km távolságra is találkozhatunk fokozott rendőri ellenőrzéssel, és továbbra is szükség van az érvényes úti okmányra. Eközben megszigorodott az ellenőrzés a magyar–horvát, a magyar-román, a magyar–szerb és a magyar–ukrán határokon. 2023. január 1-től illetve 2025. január 1-től a magyar–horvát határ és a magyar–román határ is megnyílt Horvátország és Románia schengeni övezethez csatlakozásával.
A repülőterek határállomásain ténylegesen 2008. március végétől, a nyári menetrend életbe lépésével egy időben léptek hatályba a schengeni szabályok.
2020. március 12-től határozatlan időre a koronavírus-járvány miatt ismét határellenőrzést rendeltek el az osztrák és szlovén határátkelőkön is.